# Osogovbergen
Osogovbergen eller Osogovo (kyrilliska stavningen Осогово på de sydslaviska språken i närområdet) är ett bergsområde på Balkan, vid gränsen mellan Bulgarien och Nordmakedonien. Högsta toppen är Ruen, med en höjd på 2251 meter över havet.